# De Havilland D.H.89 Dragon Rapide
de Havilland DH 89 Dragon Rapide var et passagerfly fra 1930'erne, der var udviklet og fremstillet af den britiske flyproducent de Havilland Aircraft Company. Flyet var et biplan og blev konstrueret som en efterfølger til den fire-motorede de Havilland DH 84 Dragon. Flyet kunne medbringe 6–8 passagerer og viste sig at være et økonomisk og holdbart fly på trods af sin forholdsvis primitive konstruktion i træ. Flyet blev produceret fra 1933 til 1952.
Ved udbruddet af 2. verdenskrig blev mange Dragon Rapide-fly inddraget i det britiske Royal Air Force og Royal Navy. Flyet fik navnet de Havilland Dominie i den militære tjeneste og blev anvendt til uddannelse i brug af radionavigation, men havde også opgaver som passagertransport og kommunikationsopgaver. Der blev fremstillet flere hundrede Dominies under krigen. Efter krigen blev mange af flyene returneret til civil tjeneste. Kort efter krigen introducerede de Havilland en afløser for Dragon Rapide, flyet de Havilland Dove.
Flyet blev bl.a. kendt, da General Franco i 1936 blev fragtet i en DH 89 fra sit eksil i Afrika til Spanien ved udbruddet af den spanske borgerkrig.
Der blev bygget i alt 731 eksemplarer af flyet. De har vist sig at være særdeles holdbare, og flere fly flyver i dag som veteranfly. Ved Imperial War Museum Duxford i Cambridgeshire anvendes et par af dem dagligt til at flyve korte ture over flyvepladsen. I New Zealand findes også et par flyvedygtige Dragon Rapide.
Flyet er blevet benyttet af en lang række operatører over hele verden, både i civil og i militærudgave. 
I Danmark blev flyet anvendt af Zone-Redningskorpset og brugt som ambulancefly. Et af flyene blev den 16. juli 1960 chartret af DBU til at fragte 8 landsholdsspillere til en fodboldkamp i Aalborg. Kort efter starten styrtede flyet ned i Øresund. Ved Flyulykken ved Kastrup omkom de 8 passagerer. Piloten overlevede, men mistede sit ene ben. 

## Galleri
- Dominie benyttet af Royal Navy
- Dragon Rapide i Manchester Airport i 1939
- Dragon Rapide på flymuseum i Bryssel
- 1944 de Havilland DH89a Dragon Rapide 6 (G-AGTM)
- Tegninger af flyet